# Дело Ли Цзунжуя
Дело Ли Цзунжуя (кит. 李宗瑞性侵案) — резонансный судебный процесс, который проходил на Тайване в 2012 году. Ли Цзунжуй, сын влиятельного финансиста, главы корпорации Yuanta Financial Holding Co, был обвинён в изнасилованиях. Молодой человек знакомился в клубе с девушками, привозил их домой, спаивал, предварительно подсыпав в напитки снотворное, а затем вступал в половые сношения с жертвами, которые находились в бессознательном или полусознательном состоянии. Каждый акт изнасилования сопровождался видеосъёмкой, и именно видеозаписи, сделанные самим Ли, стали главной уликой на процессе.
В процессе судебного разбирательства все материалы, отснятые Ли, появились в Интернете, в том числе и интимные фотографии тайваньских моделей, с которыми он прежде состоял в отношениях (У Ясинь и Бай Синьхуэй).
2 сентября 2014 года Ли был обвинён в изнасиловании 28 женщин (в том числе девушки своего отца) и приговорён к 30 годам лишения свободы (максимальный срок наказания на Тайване) и штрафу в 27,75 миллиона тайваньских долларов.